# Proprioseiopsis gerezianus
Proprioseiopsis gerezianus är en spindeldjursart som först beskrevs av Athias-Henriot 1966.  Proprioseiopsis gerezianus ingår i släktet Proprioseiopsis och familjen Phytoseiidae. Inga underarter finns listade i Catalogue of Life.